# Wissenslandkarte
Wissenslandkarten, auch  Wissenskarten (Knowledge Maps), sind grafische Darstellungen von Wissen in Organisationen. Als Wissenslandkarten werden im Wissensmanagement grafische Verzeichnisse von Wissensträgern, Wissensbeständen, Wissensquellen, Wissensentwicklung, Wissensstrukturen oder Wissensanwendungen bezeichnet. Sie dienen vor allem der Identifikation von Wissen in Unternehmen, um Arbeitsabläufe effektiver und effizienter zu gestalten und referenzieren auf Expertenwissen, Teamwissen, Wissensentwicklungsstationen sowie organisationale Fähigkeiten und Abläufe. Bei dieser Methode wird lediglich der Verweis auf das verankerte Wissen geliefert und nicht das Wissen selbst dort abgelegt. Wissenslandkarten werden vermehrt bei großen oder komplex aufgebauten Unternehmen und Organisationen eingesetzt, in denen sich die Mitarbeiter untereinander nur begrenzt kennen.

## Ziele von Wissenslandkarten
Das Ziel von Wissenslandkarten ist es, Transparenz über unternehmensinternes und/oder -externes Wissen zu schaffen. Dadurch fördern Wissenslandkarten die Nutzung vorhandenen Wissens; so können z. B. Wissensträger – Personen oder Dokumente – leichter aufgefunden werden.
Die Organisation kann dadurch interne und externe Ressourcen rascher erfassen, den Zugriff auf benötigtes Wissen erleichtern und beschleunigen, dieses Wissen effizienter nutzen und damit die eigene Reaktionsfähigkeit erhöhen.

## Arten von Wissenslandkarten

### Wissensträgerkarten
Wissensträgerkarten, auch Wissensquellenkarten (knowledge source map), zielen auf die Identifizierung von Experten innerhalb und/oder außerhalb eines Unternehmens ab. Dabei wird nicht das Wissen selbst dargestellt, sondern es wird auf den jeweiligen Wissensträger (Person oder Dokument) verwiesen. Durch die Identifizierung des ‚gewusst wo‘ gelangt man zum ‚gewusst wie‘. Diese Form wird als die klassische Wissenslandkartenart verstanden und häufig durch die erwähnten anderen ergänzt. Es wird dafür auch der Begriff „Yellow Pages“ (für Experten innerhalb eines Unternehmens) verwendet. Für Experten außerhalb eines Unternehmens kann der Begriff „Blue Pages“ verwendet werden.

### Wissensbestandskarten
Wissensbestandskarten (knowledge asset map) geben Auskunft darüber, wo und wie bestimmte Wissensbestände gespeichert sind. Die Art des Aggregationszustandes von Wissensbeständen liefert dem Benutzer wichtige Informationen bezüglich der Weiterverarbeitung. 
Man kann unter Wissensbestandskarten im Gegensatz zu diesem Ansatz auch die quantitative Darstellung von Fähigkeiten der Mitarbeiter eines Unternehmens verstehen. Damit können Wissensbestandskarten bei der Planung von Teamzusammensetzungen oder Jobbesetzungen eingesetzt werden und liefern Entscheidungsgrundlagen für Weiterbildungsmaßnahmen einzelner Mitarbeiter. 

### Wissensstrukturkarten
Wissensstrukturkarten (knowledge structure map) behandeln die Fragen: „Wie ist das festgehaltene Wissen strukturiert?“ und „Wie hängen Sachverhalte und Wissensgebiete zusammen?“ Abbildungen von Beziehungen und Zusammenhängen zeigen Zusammenhänge und Abhängigkeiten zwischen Sachverhalten auf. Beziehungsnetze zwischen Strukturelementen stehen dabei im Mittelpunkt. Der besondere Wert dieses Typs liegt in der Visualisierung und der dadurch potentiell leichteren Erfassbarkeit von äußerst komplexen Zusammenhängen. 

### Wissensanwendungskarten
Wissensanwendungskarten (knowledge application map) stellen dar, wer, wann, welches Wissen benötigt/benutzt. Es entsteht eine Abbildung der Prozesse samt zugehörigem Wissensbedarf, Wissensträgern und Wissensbeständen. Diese gibt Auskunft über Wissensträger und Wissensressourcen und beschreibt diese innerhalb eines konkreten Prozess- oder Projektschrittes. Die Lösung von konkreten Situationen soll mit diesem Typ unterstützt werden.

### Wissensentwicklungskarten
Wissensentwicklungskarten (knowledge development maps) unterstützen den Aufbau von Wissen und können zeigen, wie Wissenslücken zu schließen sind, um operative Wissensziele zu erreichen.

## Erstellung von Wissenslandkarten
Besondere Bedeutung bei der Erstellung von Wissenslandkarten hat die Erfassung der Benutzerbedürfnisse. Als Lieferant von „Wissensprodukten“ ist es entscheidend, implizite, zunächst auch dem Kunden selbst nicht explizit bekannte Bedürfnisse und Fragen zu verstehen. Diese in intensivem Dialog ermittelten Kundenbedürfnisse sind Bestandteil und Ausgangspunkt der Wissenslandkarte. 
Mögliche Schritte für die Erstellung von Wissenslandkarten können sein:
Bestandsaufnahme und Analyse
Dabei werden wissensintensive Prozesse erfasst und relevante Wissensträger und Wissensbestände identifiziert.
Modellierung
Dabei ist zu entscheiden, in welcher Form die Kartographierung der kodifizierten Daten erfolgen soll, danach wird über die Form der Visualisierung entschieden.
Visualisierung
In diesem Schritt findet die Integration in Geschäftsprozesssysteme statt. Wichtig dabei ist die Einbindung eines Navigationsprinzips.
Betrieb
Im letzten Schritt werden Zuständigkeit und Aktualisierungsmodalitäten festgelegt.
Bei einer Wissenslandkarte darf es sich um keine statische Entwicklung handeln, da sich in der Organisation die zugrunde liegende Wissensbasis ändern kann. Es muss festgelegt werden, wie, wann und von wem Aktualisierungen vorgenommen werden. Eine zusätzliche Hilfe kann sein, die Aktualisierung des Systems dezentral zu verankern.

## Evaluierung von Wissenslandkarten
Generell werden von Anfang an konkrete Qualitätskriterien für eine Wissenslandkarte festgelegt und einer abschließenden Qualitätskontrolle nach den folgenden 4 Dimensionen unterzogen und nach Reifegraden bewertet:
- Funktionale Kartenqualität
- Kognitive Kartenqualität
- Technische Kartenqualität
- Gestalterische Kartenqualität